# Yaren
Yaren (in passato anche chiamato Jarren; oppure Makwa o Moqua) è la capitale de facto di Nauru e un distretto e una circoscrizione elettorale di Nauru con circa 750 abitanti. Oltre ad essere bagnata dall'Oceano Pacifico, confina con i distretti di Boe, Buada e Meneng.
È una delle capitali meno popolate al mondo; secondo il censimento del 2011, gli abitanti risultavano 747, mentre nel 2007 se ne contavano solamente circa 630.

## Storia
L'attribuzione a Yaren del nome Makwa deriva da un equivoco: Makwa, infatti, è l'antico nome della sola fonte di acqua potabile esistente sull'isola, che si trova in una caverna non molto lontana da Yaren. Probabilmente nelle prime mappe tracciate dai tedeschi venne indicata come capitale in quanto costituiva il punto di ritrovo obbligato di tutti gli abitanti.

## Geografia
Yaren si trova nel sud dell'isola. La sua superficie è di 1,5 km²  e la sua altitudine è di 25 metri sopra il livello del mare.

## Edifici governativi e amministrativi
Essendo sede delle istituzioni governative di Nauru, Yaren è la capitale de facto del Paese che, a causa delle ridotte dimensioni, non ha una capitale ufficiale. Tuttavia anche il distretto di Aiwo, che ha una popolazione leggermente superiore a quella di Yaren, viene spesso indicata come capoluogo.
A Yaren si trovano:
- la sede del parlamento
- gli uffici amministrativi del governo
- la sede della polizia di stato
- il Moqua Well
- l'emittente radiofonica
- l'aeroporto internazionale, terminal aeroportuale e sede di Nauru Airlines, che collega con una certa regolarità l'isola con le Figi e Brisbane (Australia).

La circoscrizione elettorale elegge due membri al parlamento di Nauru.

## Clima
| Yaren               | Mesi | Mesi | Mesi | Mesi | Mesi | Mesi | Mesi | Mesi | Mesi | Mesi | Mesi | Mesi | Stagioni | Stagioni | Stagioni | Stagioni | Anno  |
| Yaren               | Gen  | Feb  | Mar  | Apr  | Mag  | Giu  | Lug  | Ago  | Set  | Ott  | Nov  | Dic  | Inv      | Pri      | Est      | Aut      | Anno  |
| ------------------- | ---- | ---- | ---- | ---- | ---- | ---- | ---- | ---- | ---- | ---- | ---- | ---- | -------- | -------- | -------- | -------- | ----- |
| T. max. media (°C)  | 30,7 | 30,6 | 30,4 | 30,4 | 30,6 | 30,3 | 30,3 | 30,4 | 30,7 | 31,0 | 31,2 | 30,8 | 30,7     | 30,5     | 30,3     | 31,0     | 30,6  |
| T. min. media (°C)  | 24,7 | 24,9 | 24,9 | 24,9 | 25,2 | 25,0 | 24,8 | 24,8 | 24,8 | 25,0 | 24,9 | 24,7 | 24,8     | 25,0     | 24,9     | 24,9     | 24,9  |
| Precipitazioni (mm) | 284  | 251  | 205  | 203  | 128  | 111  | 145  | 140  | 116  | 104  | 115  | 254  | 789      | 536      | 396      | 335      | 2 056 |